# Райнарц, Штефан
Ште́фан Ра́йнарц (нем. Stefan Reinartz, 1 января 1989, Энгельскирхен, Северный Рейн-Вестфалия) — немецкий футболист, центральный защитник.

## Карьера

### Клубная
Начинал карьеру игрока в любительских командах «Хайлингенхаузен» и «Берглиш-Гладбах», в 1999 году поступил в академию леверкузенского «Байера». В 2007 году выиграл чемпионат и кубок Германии среди юниоров, благодаря чему пробился в основной и дублирующий составы клуба. Во второй команде выступал в Регионаллиге и Оберлиге (в Оберлиге его клуб занял второе место и пробился в Регионаллигу).
23 сентября 2008 года дебютировал в основном составе клуба во втором раунде Кубка Германии против «Аугсбурга», выйдя на 86-й минуте («аспириновые» выиграли 2:0). В Бундеслиге первый матч провёл 8 августа 2009 года против «Майнца» (2:2). В 2009 году также выступал на правах аренды за «Нюрнберг», где первый матч провёл 9 февраля 2009 года против «Кайзерслаутерна» (3:0).
Летом 2015 года Райнарц подписал двухлетний контракт c франкфуртским «Айнтрахтом».

### В сборной

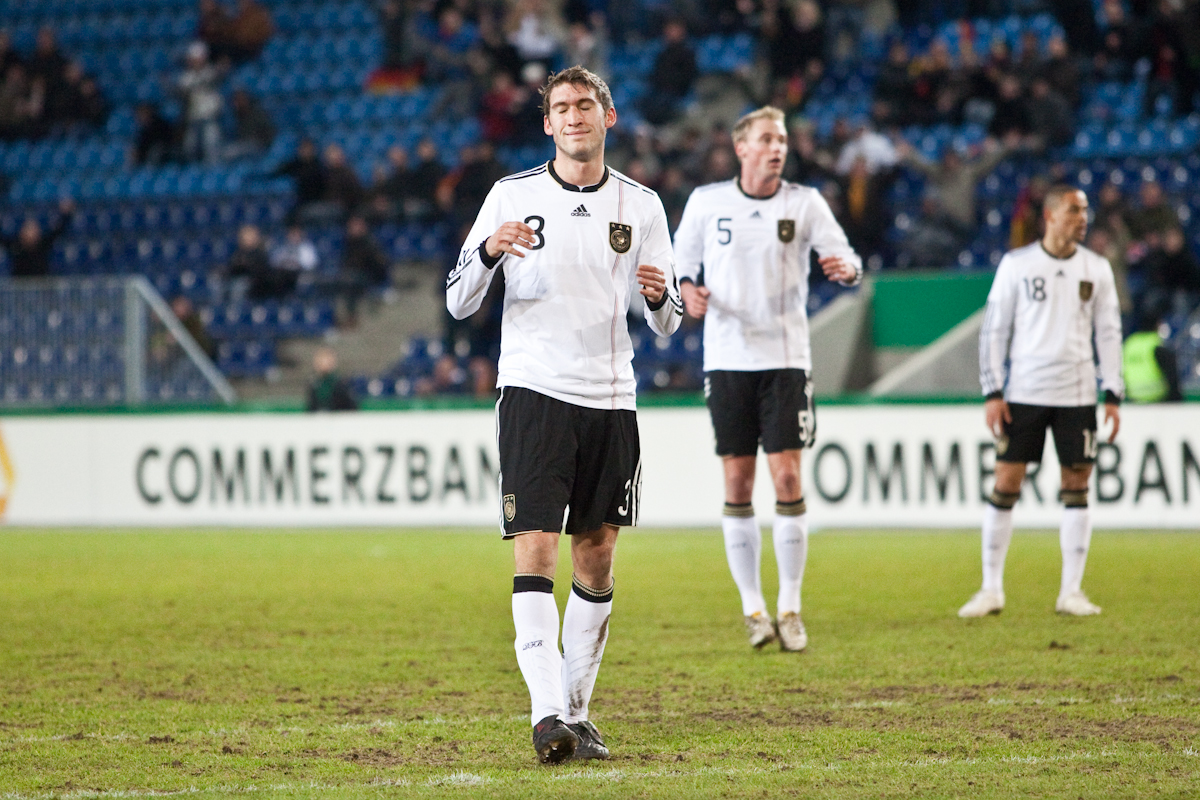
Райнарц в молодёжной сборной (№ 3)

Попал в заявку сборной до 17 лет на чемпионат Европы 2006 года, но команда там выступила относительно неудачно, заняв только четвёртое место. В 2007 году дебютировал в команде до 19 лет и за 10 игр отметился одним голом. В 2008 году он поехал на чемпионат Европы среди игроков до 19 лет, который проходил в Чехии, и там выиграл золотые медали первенства. В 2009 году стал игроком команды до 20 лет, через год закрепился в основном составе молодёжной сборной. 13 мая 2010 года впервые сыграл за основную сборную против сборной Мальты (3:0): на 72-й минуте он вышел на поле вместо Сами Хедиры.
Из-за частых проблем со здоровьем завершил карьеру.

## Достижения
- Чемпион Германии среди игроков не старше 19 лет: 2007
- Победитель Кубка Германии среди игроков не старше 19 лет: 2008
- Чемпион Европы среди игроков не старше 19 лет: 2008
- Вице-чемпион Германии: 2010/11